# Mycale simplex
Mycale simplex är en svampdjursart som först beskrevs av Voldemar Czerniavsky 1880.  Mycale simplex ingår i släktet Mycale och familjen Mycalidae.
Artens utbredningsområde är havet utanför Ukrainia. Inga underarter finns listade i Catalogue of Life.